# Marienroth
Marienroth ist ein Gemeindeteil des Marktes Pressig im oberfränkischen Landkreis Kronach in Bayern.

## Geografie
Das Pfarrdorf Marienroth liegt im Frankenwald und hat eine mittlere Ortslage von 563 m ü. NHN. Der höchste Punkt des Marktes Pressig liegt mit 616 m ü. NHN in der Gemarkung Marienroth. Östlich des Ortes fließt die Teuschnitz, die zum Einzugsgebiet des Mains gehört. Die Kreisstraße KC 17 führt nach Brauersdorf (1,3 km südwestlich) bzw. zur Staatsstraße 2198 (2,8 km nordöstlich), die nordwestlich nach Förtschendorf zur B 85 bzw. nordöstlich nach Teuschnitz verläuft. Die Kreisstraße KC 4 verbindet mit Posseck in Bayern, 3,6 km südlich gelegen. Durch den Ort verläuft der Fränkische Marienweg.

## Geschichte
Marienroth entstand wahrscheinlich im 11. Jahrhundert als eine Rodung durch Zisterziensermönche des Klosters Langheim und gehörte ursprünglich zum so genannten Eigen Teuschnitz. Dieses ging am 18. September 1388 wieder in den Besitz der Bamberger Bischöfe über.
Urkundlich wurde der Ort erstmals 1361 in einem „Notarinstrument“ des langheimischen Hochgerichts Teuschnitz unter dem Namen „Mergenrod“ genannt. 1388 hieß der Ort Marienroth, 1520 Symerodt ecclesia, 1565 Sumerarod, 1568 Sumrode und 1662 Simonroth, 1734 Marienroth.
Gegen Ende des 18. Jahrhunderts bildete Marienroth mit Marienrothermühle und Rauschenberg eine Realgemeinde, bestehend aus 31 Anwesen (13 Güter, 11 halbe Güter, 5 Tropfhäuser, 1 Mahlmühle, 1 Einödgehöft). Das Hochgericht übte das bambergische Centamt Teuschnitz aus. Die Dorf- und Gemeindeherrschaft sowie die Grundherrschaft hatte das Kastenamt Teuschnitz. Neben den Anwesen gab es eine Kirche und eine Gemeindeschmiede.
Infolge der Säkularisation kam der Ort 1803 zu Bayern. Mit dem Ersten Gemeindeedikt wurde 1808 der Steuerdistrikt Marienroth gebildet, zu dem Brauersdorf, Marienrothermühle und Rauschenberg gehörten. Mit dem Zweiten Gemeindeedikt (1818) entstand die Ruralgemeinde Marienroth, zu der Marienrothermühle und Rauschenberg gehörten. Sie war in Verwaltung und Gerichtsbarkeit dem Landgericht Teuschnitz zugeordnet und in der Finanzverwaltung dem Rentamt Rothenkirchen (1919 in Finanzamt Rothenkirchen umbenannt). 1837 wurde Marienroth dem Landgericht Ludwigsstadt zugewiesen. Von 1862 bis 1880 und von 1888 bis 1931 gehörte Marienroth zum Bezirksamt Teuschnitz, von 1880 bis 1888 und ab 1931 zum Bezirksamt Kronach (1939 in Landkreis Kronach umbenannt). Die Gerichtsbarkeit blieb beim Landgericht Ludwigsstadt (1879 in Amtsgericht Ludwigsstadt umbenannt, das 1956 eine Zweigstelle des Amtsgerichts Kronach wurde). Die Finanzverwaltung übernahm 1929 das Finanzamt Kronach. Die Gemeinde hatte ursprünglich eine Fläche von 5,071 km², die sich durch die Umgemeindung von Rauschenberg auf 5,021 km² verringerte.
1913/14 wurde die Verbindungsstraße Marienroth–Brauersdorf bis zur Staatsstraße Pressig gebaut und damit der Ort an das Straßennetz angeschlossen. Am 1. Januar 1976 wurde Marienroth im Zuge der Gebietsreform in Bayern nach Pressig eingemeindet.

### Baudenkmäler
- Katholische Filialkirche St. Georg: Anstelle einer nachweislich schon seit mindestens 1388 bestehenden Kapelle steht im heutigen Ortszentrum die dem Heiligen Georg geweihte Barockkirche. Sie wurde in den Jahren 1758–1760 erbaut und gehörte mit einigen Unterbrechungen als Filialkirche zur Pfarrei Teuschnitz.[5]
- Bildstockaufsatz, drei Flurkreuze
- Floßbachabschnitt

Die folgenden Häuser listete Tilmann Breuer in dem Buch Landkreis Kronach von 1964 mit ihren ursprünglichen Hausnummern als Kunstdenkmäler auf. Sie sind in der Denkmalschutzliste nicht geführt, da sie entweder nicht aufgenommen, abgerissen oder stark verändert wurden.
- Haus Nr. 11: Eingeschossiger, ehemaliger Wohnstallbau mit Satteldach, der Scheitelstein der Wohnungstür ist mit „GA 1843“ bezeichnet. Der Wohnteil aus Sandsteinquadern hat genutete Eckpilaster, der Stallteil wurde völlig erneuert.[11]
- Haus Nr. 12: Eingeschossiger Wohnstallbau mit Satteldach, der Sturz der Wohnungstür ist mit „MDCCC JV XXXXIII“ (1893) bezeichnet. Es ist ein Sandsteinquaderbau mit genuteten Eckpilastern.[11]

### Einwohnerentwicklung

#### Gemeinde Marienroth
| Jahr | Einwohner | Häuser | Quelle |
| ---- | --------- | ------ | ------ |
| 1840 | 191       |        | [ 13 ] |
| 1852 | 233       |        | [ 13 ] |
| 1855 | 223       |        | [ 13 ] |
| 1861 | 239       |        | [ 14 ] |
| 1867 | 256       |        | [ 15 ] |
| 1871 | 237       | 38     | [ 16 ] |
| 1875 | 263       |        | [ 17 ] |
| 1880 | 243       |        | [ 18 ] |
| 1885 | 248       | 38     | [ 19 ] |
| 1890 | 260       | 38     | [ 20 ] |
| 1895 | 259       |        | [ 13 ] |
| 1900 | 237       | 37     | [ 21 ] |

| Jahr | Einwohner | Häuser | Quelle |
| ---- | --------- | ------ | ------ |
| 1905 | 234       |        | [ 13 ] |
| 1910 | 255       |        | [ 22 ] |
| 1919 | 238       |        | [ 13 ] |
| 1925 | 250       | 44     | [ 23 ] |
| 1933 | 256       |        | [ 24 ] |
| 1939 | 261       |        | [ 24 ] |
| 1946 | 332       |        | [ 24 ] |
| 1950 | 318       | 43     | [ 9 ]  |
| 1952 | 299       |        | [ 24 ] |
| 1961 | 273       | 49     | [ 1 ]  |
| 1970 | 263       |        | [ 25 ] |

#### Ort Marienroth
| Jahr      | 001818 | 001861 | 001871 | 001885 | 001900 | 001925 | 001950 | 001961 | 001970 | 001987 | 002015 | 002020 |
| Einwohner | 204 *  | 239 *  | 221 +  | 248 +  | 228    | 241    | 313    | 273    | 263    | 231    | 206    | 201    |
| Häuser    | 32 *   |        |        | 38 +   | 36     | 42     | 42     | 49     |        | 64     |        |        |
| Quelle    | [ 8 ]  | [ 14 ] | [ 16 ] | [ 19 ] | [ 21 ] | [ 23 ] | [ 9 ]  | [ 1 ]  | [ 25 ] | [ 26 ] | [ 27 ] | [ 2 ]  |

## Religion
Etwa zwei Drittel der Bevölkerung Marienroths ist katholischen Bekenntnisses. Die örtliche Kirche Sankt Georg ist eine Filialgemeinde der Kuratie Rosenkranzkönigin Wickendorf im Erzbistum Bamberg. Eine Minderheit evangelisch-lutherischen Bekenntnisses gehört zur Kirchengemeinde Pressig-Rothenkirchen im Kirchenkreis Bayreuth der Evangelisch-Lutherischen Kirche in Bayern.

## Politik
Der letzte Bürgermeister in Marienroth war Baptist Grünbeck und die Gemeinderäte hießen: Ferdinand Kestel, Siegfried Stumpf, Rudi Beetz, Otto Hofmann, Kurt Pache, Georg Fiedler, Erhard Förtsch und Bernhard Böhm.

### Wappen und Dienstsiegel
Am 29. Juni 1972 erhielt die damalige Gemeinde Marienroth durch Schreiben der Regierung von Oberfranken (Nr. II/4-4121 r 2/72) die Genehmigung, das nachstehend beschriebene Wappen und Dienstsiegel zu führen. Der Wappenentwurf stammt von Karl Haas aus Kronach.

#### Wappenbeschreibung
„Über silbernem Schildfuß, darin ein durchgehendes rotes Balkenkreuz, in Blau drei aus einem Stängel wachsende Lilien, denen zwei schräg gekreuzte goldene Dreschflegel unterlegt sind.“

#### Bedeutung
Die Symbolik ist wie folgt zu erklären: Bei dem nach der heiligen Maria benannten Rodungsort handelt es sich vermutlich um eine Gründung des Klosters Langheim. Das wird im Wappen einerseits durch die drei Lilien (Mariensymbol), andererseits durch die Farben Gold und Blau des Klosters Langheim, das den Ort im Jahr 1388 an den Bischof von Bamberg verkaufte, zum Ausdruck gebracht. Auf den Kirchenpatron von Marienroth, den heiligen Georg, weist das so genannte Georgskreuz hin. Den damals rein landwirtschaftlichen Charakter der Gemeinde versinnbildlichen die Dreschflegel.

#### Dienstsiegel
Das Dienstsiegel enthält oben die Umschrift „Bayern“, unten „Gemeinde Marienroth“, und das Gemeindewappen als Siegelbild.

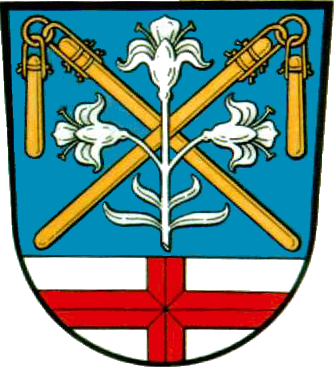
Wappen
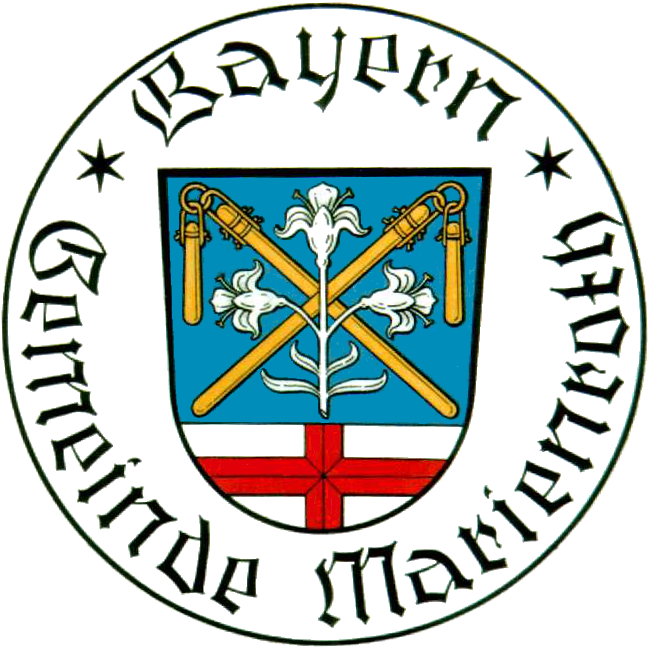
Dienstsiegel

## Wirtschaft und Infrastruktur
Über Jahrhunderte war Marienroth ausschließlich landwirtschaftlich geprägt. Von den ursprünglich 25 Gehöften sind allerdings nur zwei Milchbetriebe übriggeblieben. Die Mehrzahl der Erwerbstätigen ist heute in Betrieben in Pressig, Kronach und weiteren Orten der Umgebung beschäftigt. Im Ortszentrum befinden sich das Feuerwehrhaus der örtlichen Freiwilligen Feuerwehr, das Gasthaus Kaima Görg und eine Mehrzweckhalle.
Mit der Buslinie 8343 Kronach–Reichenbach der Omnibusverkehr Franken GmbH Nürnberg ist Marienroth an den öffentlichen Personennahverkehr und den fünf Kilometer entfernten Bahnhof Pressig-Rothenkirchen an der Bahnstrecke Hochstadt-Marktzeuln–Probstzella angebunden.